# Stoffname
Ein Stoffname oder eine Stoffbezeichnung (auch: Kontinuativum, Substanzausdruck, Stoffsubstantiv, Substanzbezeichnung, Substanznomen, Materialsubstantiv, Materialname, Materialnomen, Massenomen) ist ein Substantiv, das seinen Referenten als einheitliche, nicht unterteilbare Entität konzeptualisiert.

## Begriffsklärung
Der etablierte Begriff Stoffname ist insofern irreführend, als er als Äquivalent zum Fachbegriff Kontinuativum sich nicht auf die semantische Kategorie der Konkreta (im Gegensatz zu Abstrakta) bezieht, sondern auf die semantische Kategorie nicht-diskreter Nomina. Dabei bedeutet nicht-diskret, dass solche Nomina durch Pluralbildung nicht einfach vervielfacht werden können, ohne dass die qualitative Bedeutung des Singulars verändert wird. Beispiele:
- Für Konkreta: Salze ist nicht die Vervielfachung von Salz als Stoff, sondern bezeichnet verschiedene Stoffe einer übergeordneten Kategorie Salz.
- Für Abstrakta: Lieben ist nicht die Vervielfachung von Liebe, sondern bezeichnet verschiedene Begebenheiten einer übergeordneten Kategorie Liebe.

### Stoffnamen im Deutschen
Zu den Stoffnamen gehören in der deutschen Sprache einerseits alle Dinge, die man zwar messen, aber nicht diskret zählen kann; andererseits aber viele Abstrakta, die man zwar nicht objektiv messen, aber mit messenden Quantifikatoren wie wenig oder viel verbinden kann. Beispiele für semantische Klassen:
- Feststoffe, Flüssigkeiten und Gase, z. B. Salz, Holz, Erz, Blei, Eis, Schwefel, Neon, Plutonium
  - Nahrungsstoffe und -mittel pflanzlicher und tierischer Herkunft, z. B. Eiweiß, Butter, Fleisch, Mais, Kakao, Topinambur, Fett, Zucker
- Gefühle wie Liebe, Neid, Ärger, Stolz, Verliebtheit, Gleichgültigkeit
- Konzepte wie Geld, Schuld, Nutzen, Frieden, Verantwortung, Verantwortungsbereitschaft, Gastfreundschaft, Fremdenfeindlichkeit, Vertrauen

## Morphosyntax
In der deutschen Sprache werden Stoffnamen von Stücknamen mittels Determination unterschieden: So hat der unbestimmte Artikel für Stoffnamen im Deutschen die Form Ø anstelle von ein-. Dabei kann ein und dasselbe Lexem sowohl Stoff- als auch Stückname sein. Beispiel:
```
(a) Wir hatten gestern Ø Känguru zum Abendessen.
```

```
(b) Wir hatten gestern ein Känguru zum Abendessen.
```

In Satz (a) ist Känguru ein Stoffname, der eine nicht-diskrete Masse an Känguru bezeichnet (z. B. Fleisch). In Satz (b) bezieht sich Känguru dagegen auf ein diskretes Exemplar der Gattung Känguru.

### Quantifikation
In der deutschen Sprache gilt: Stoffnamen können nur mit solchen Quantifikatoren gebraucht werden, die eine nicht-diskrete Masse messen oder deren Frequenz bestimmen, z. B. viel, wenig, all-, kein-, manch-.
Quantifikatoren, die eine diskrete Anzahl von Referenten bestimmen, können für Stoffnamen nicht gebraucht werden: *viele Liebe, *wenige Milch.

### Stoffnamen als Inanimata
Von der semantische belebtes sind Stoffnamen ausgeschlossen, d. h. Stoffnamen sind stets Inanimata. Daher wäre auch folgende Ergänzung in (b) möglich, nicht aber in (a):
```
(a2) *Wir hatten gestern Ø Känguru zum Abendessen zu Gast.
```

```
(b2) Wir hatten gestern ein Känguru zum Abendessen zu Gast.
```

### Pluralbildung
In den grammatischen Eigenschaften dieser Substantive schlägt sich das dadurch nieder, dass die Kontinuativa im Gegensatz zu zählbaren Substantiven keinen Plural bilden und nicht direkt mit Zahlwörtern (Numeralia) und Quantifikatoren (wie keine, alle, viele, einige) kombiniert werden können.
Das Substantiv Milch bildet etwa keinen Plural (die Pluralformen Milche bzw. Milchen finden ausschließlich fachsprachliche Verwendung) und kann allgemeinsprachlich nicht durch Numeralia gezählt werden: zwei Milchen, drei Milchen usf., oder aber der Plural verhält sich zum Singular nicht wie gewohnt, sondern erfährt eine andere Bedeutung (so etwa ist Wässer nicht als Pluralform zu Wasser gebräuchlich, Wasser ist dementsprechend ein Stoffname, obwohl ein Plural vorhanden ist).

### Sortenplurale
Einige Stoffnamen bilden spezielle Sortenplurale: So können etwa Metall oder Holz zwar als Stoffnamen ohne Plural verwendet werden, aber daneben auch Pluralformen bilden, um verschiedene Arten von Metall oder Holz zu bezeichnen: Metalle, Hölzer.

## Stoffnamen in anderen Sprachen
In einigen Sprachen wie Französisch kennen Stoffnamen einen partitiven Genitiv, durch den sie sich von anderen Substantiven formal unterscheiden:
```
Tu veux encore de la viande?
 „Willst du noch (vom) Fleisch?“ (also: einen Teil der vorhandenen Fleischmenge)

Tu veux encore la viande?
 „Willst du noch das Fleisch?“ (also: die gesamte vorhandene Fleischmenge)
```